# Olympische Sommerspiele 1972/Leichtathletik – 400 m (Frauen)
Der 400-Meter-Lauf der Frauen bei den Olympischen Spielen 1972 in München wurde am 2., 3., 4. und 7. September 1972 im Olympiastadion München ausgetragen. 49 Athletinnen nahmen teil.
Olympiasiegerin wurde Monika Zehrt aus der DDR. Sie gewann vor Rita Wilden aus der BR Deutschland und der US-Amerikanerin Kathy Hammond.
Für die Bundesrepublik Deutschland – offiziell Deutschland – starteten neben Silbermedaillengewinnerin Wilden auch Christel Frese und Anette Rückes. Rückes schied im Viertelfinale aus, Frese konnte ihr Halbfinalrennen nicht beenden.

Neben der Siegerin Zehrt gingen für die DDR Dagmar Käsling und Helga Seidler an den Start. Beide kamen ins Finale, Seidler belegte dort Rang vier und Käsling Rang sieben.

Die Österreicherin Karoline Käfer schied im Viertelfinale, ihre Landsmännin Maria Sykora sowie die Schweizerin Vreni Leiser im Vorlauf aus.

Läuferinnen aus Liechtenstein nahmen nicht teil.

## Rekorde

### Bestehende Rekorde
| Weltrekord         | 51,0 s | Marilyn Neufville ( Jamaika) | Edinburgh, Großbritannien      | 23. Juli 1970    |
| Weltrekord         | 51,0 s | Monika Zehrt ( DDR)          | Colombes, Frankreich           | 4. Juli 1972     |
| Olympischer Rekord | 52,0 s | Betty Cuthbert ( Australien) | Finale OS Tokio, Japan         | 17. Oktober 1964 |
| Olympischer Rekord | 52,0 s | Colette Besson ( Frankreich) | Finale OS Mexiko-Stadt, Mexiko | 16. Oktober 1968 |

### Rekordverbesserungen
Der bestehende olympische Rekord wurde viermal verbessert:
- 51,94 s – Charlene Rendina (Australien), erster Vorlauf am 2. September
- 51,71 s – Györgyi Balogh (Ungarn), drittes Viertelfinale am 3. September
- 51,68 s – Helga Seidler (DDR), erstes Halbfinale am 4. September
- 51,08 s – Monika Zehrt (DDR), Finale am 7. September

## Durchführung des Wettbewerbs
Die Athletinnen traten am 2. September zu sieben Vorläufen an. Die jeweils vier Laufbesten – hellblau unterlegt – sowie die nachfolgend vier Zeitbesten – hellgrün unterlegt – kamen ins Viertelfinale am 3. September. Hieraus erreichten die jeweils vier Laufbesten – wiederum hellblau unterlegt – das Halbfinale am 4. September. Aus den beiden Vorentscheidungsläufen qualifizierten sich die jeweils vier Laufbesten – hellblau unterlegt – für das Finale, das am 7. September stattfand.

## Zeitplan
2. September, 15:30 Uhr: Vorläufe

3. September, 15:00 Uhr: Viertelfinale

4. September, 17:45 Uhr: Halbfinale

7. September, 18:00 Uhr: Finale

## Vorrunde
Datum: 2. September 1972, ab 15:30 Uhr

### Vorlauf 1
| Platz | Name             | Nation         | Zeit    | Anmerkung |
| ----- | ---------------- | -------------- | ------- | --------- |
| 1     | Charlene Rendina | Australien     | 51,94 s | OR        |
| 2     | Rita Wilden      | BR Deutschland | 51,97 s |           |
| 3     | Mable Fergerson  | USA            | 52,05 s |           |
| 4     | Judith Ayaa      | Uganda         | 52,85 s |           |
| 5     | Karoline Käfer   | Österreich     | 53,60 s |           |
| 6     | Asunción Acosta  | Kuba           | 54,52 s |           |
| 7     | Barbara Bishop   | Barbados       | 56,35 s |           |

### Vorlauf 2
| Platz | Name                  | Nation         | Zeit    |
| ----- | --------------------- | -------------- | ------- |
| 1     | Kathy Hammond         | USA            | 53,45 s |
| 2     | Jannette Roscoe       | Großbritannien | 53,67 s |
| 3     | Marika Eklund         | Finnland       | 53,81 s |
| 4     | Natalja Tschistjakowa | Sowjetunion    | 53,81 s |
| 5     | Krystyna Kacperczyk   | Polen          | 53,85 s |
| 6     | Junaidah Aman         | Malaysia       | 57,36 s |
| DNS   | Christiane Casapicola | Österreich     |         |

### Vorlauf 3
| Platz | Name                 | Nation      | Zeit    |
| ----- | -------------------- | ----------- | ------- |
| 1     | Monika Zehrt         | DDR         | 52,49 s |
| 2     | Mona-Lisa Strandvall | Finnland    | 52,85 s |
| 3     | Trudy Ruth           | Niederlande | 53,16 s |
| 4     | Tekla Chemabwai      | Kenia       | 53,83 s |
| 5     | Debra Edwards        | USA         | 54,43 s |
| 6     | Maria Sykora         | Österreich  | 54,46 s |
| 7     | Josefa Vicent        | Uruguay     | 55,33 s |

### Vorlauf 4
| Platz | Name                  | Nation      | Zeit    |
| ----- | --------------------- | ----------- | ------- |
| 1     | Nicole Duclos         | Frankreich  | 52,69 s |
| 2     | Györgyi Balogh        | Ungarn      | 52,75 s |
| 3     | Nadeschda Kolesnikowa | Sowjetunion | 53,20 s |
| 4     | Karin Lundgren        | Schweden    | 53,70 s |
| 5     | Bożena Zientarska     | Polen       | 54,20 s |
| 6     | Ruth Williams         | Jamaika     | 55,72 s |
| 7     | Aida Mantawel         | Philippinen | 57,91 s |

### Vorlauf 5
| Platz | Name                 | Nation     | Zeit        |
| ----- | -------------------- | ---------- | ----------- |
| 1     | Yvonne Saunders      | Jamaika    | 52,38 s     |
| 2     | Helga Seidler        | DDR        | 52,79 s     |
| 3     | Colette Besson       | Frankreich | 53,41 s     |
| 4     | Allison Ross-Edwards | Australien | 53,48 s     |
| 5     | Donata Govoni        | Italien    | 53,98 s     |
| 6     | Irén Orosz           | Ungarn     | 54,83 s     |
| 7     | Arda Kalpakian       | Libanon    | 1:05,18 min |

### Vorlauf 6
| Platz | Name              | Nation         | Zeit    |
| ----- | ----------------- | -------------- | ------- |
| 1     | Christel Frese    | BR Deutschland | 52,89 s |
| 2     | Dagmar Käsling    | DDR            | 52,99 s |
| 3     | Aurelia Pentón    | Kuba           | 53,25 s |
| 4     | Olga Syrowatskaja | Sowjetunion    | 53,62 s |
| 5     | Janet Simpson     | Großbritannien | 54,13 s |
| 6     | Joyce Sadowick    | Kanada         | 54,59 s |
| 7     | Elsy Rivas        | Kolumbien      | 56,33 s |
| 8     | Kamaljeet Sandhu  | Indien         | 57,74 s |

### Vorlauf 7
| Platz | Name           | Nation         | Zeit    |
| ----- | -------------- | -------------- | ------- |
| 1     | Carmen Trustée | Kuba           | 52,80 s |
| 2     | Penny Hunt     | Neuseeland     | 52,82 s |
| 3     | Danuta Piecyk  | Polen          | 53,08 s |
| 4     | Verona Bernard | Großbritannien | 53,31 s |
| 5     | Anette Rückes  | BR Deutschland | 53,92 s |
| 6     | Vreni Leiser   | Schweiz        | 54,65 s |
| 7     | Grace Muneene  | Sambia         | 57,71 s |

## Viertelfinale

### Lauf 1
Datum: 3. September 1972, ab 15:00 Uhr
| Platz | Name                  | Nation         | Zeit    |
| ----- | --------------------- | -------------- | ------- |
| 1     | Charlene Rendina      | Australien     | 51,96 s |
| 2     | Helga Seidler         | DDR            | 51,97 s |
| 3     | Nadeschda Kolesnikowa | Sowjetunion    | 52,30 s |
| 4     | Trudy Ruth            | Niederlande    | 52,45 s |
| 5     | Karoline Käfer        | Österreich     | 52,82 s |
| 6     | Jannette Roscoe       | Großbritannien | 53,01 s |
| 7     | Anette Rückes         | BR Deutschland | 53,22 s |
| DNS   | Carmen Trustée        | Kuba           |         |

### Lauf 2

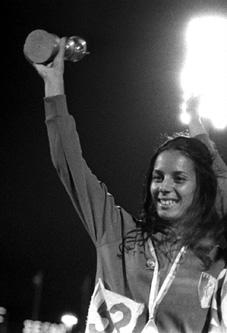
Colette Besson, Siegerin von 1968, schied diesmal als Fünfte ihres Rennens bereits im Viertelfinale aus

| Platz | Name                  | Nation         | Zeit    |
| ----- | --------------------- | -------------- | ------- |
| 1     | Yvonne Saunders       | Jamaika        | 52,13 s |
| 2     | Monika Zehrt          | DDR            | 52,33 s |
| 3     | Judith Ayaa           | Uganda         | 52,68 s |
| 4     | Christel Frese        | BR Deutschland | 53,01 s |
| 5     | Colette Besson        | Frankreich     | 53,39 s |
| 6     | Marika Eklund         | Finnland       | 53,50 s |
| 7     | Tekla Chemabwai       | Kenia          | 53,54 s |
| 8     | Natalja Tschistjakowa | Sowjetunion    | 54,58 s |

### Lauf 3
| Platz | Name              | Nation         | Zeit    | Anmerkung |
| ----- | ----------------- | -------------- | ------- | --------- |
| 1     | Györgyi Balogh    | Ungarn         | 51,71 s | OR        |
| 2     | Rita Wilden       | BR Deutschland | 51,91 s |           |
| 3     | Aurelia Pentón    | Kuba           | 52,02 s |           |
| 4     | Kathy Hammond     | USA            | 52,44 s |           |
| 5     | Danuta Piecyk     | Polen          | 52,62 s |           |
| 6     | Penny Hunt        | Neuseeland     | 52,66 s |           |
| 7     | Olga Syrowatskaja | Sowjetunion    | 53,42 s |           |
| 8     | Donata Govoni     | Italien        | 53,78 s |           |

### Lauf 4
| Platz | Name                 | Nation         | Zeit    |
| ----- | -------------------- | -------------- | ------- |
| 1     | Dagmar Käsling       | DDR            | 52,33 s |
| 2     | Mona-Lisa Strandvall | Finnland       | 52,53 s |
| 3     | Mable Fergerson      | USA            | 52,93 s |
| 4     | Nicole Duclos        | Frankreich     | 52,96 s |
| 5     | Verona Bernard       | Großbritannien | 53,29 s |
| 6     | Allison Ross-Edwards | Australien     | 53,60 s |
| 7     | Karin Lundgren       | Schweden       | 53,87 s |
| 8     | Krystyna Kacperczyk  | Polen          | 54,39 s |

## Halbfinale
Datum: 4. September 1972, ab 17:45 Uhr

### Lauf 1
| Platz | Name                 | Nation         | Zeit    | Anmerkung |
| ----- | -------------------- | -------------- | ------- | --------- |
| 1     | Helga Seidler        | DDR            | 51,68 s | OR        |
| 2     | Dagmar Käsling       | DDR            | 51,73 s |           |
| 3     | Györgyi Balogh       | Ungarn         | 51,90 s |           |
| 4     | Kathy Hammond        | USA            | 51,92 s |           |
| 5     | Aurelia Pentón       | Kuba           | 52,15 s |           |
| 6     | Mona-Lisa Strandvall | Finnland       | 52,23 s |           |
| 7     | Judith Ayaa          | Uganda         | 52,91 s |           |
| DNF   | Christel Frese       | BR Deutschland |         |           |

### Lauf 2

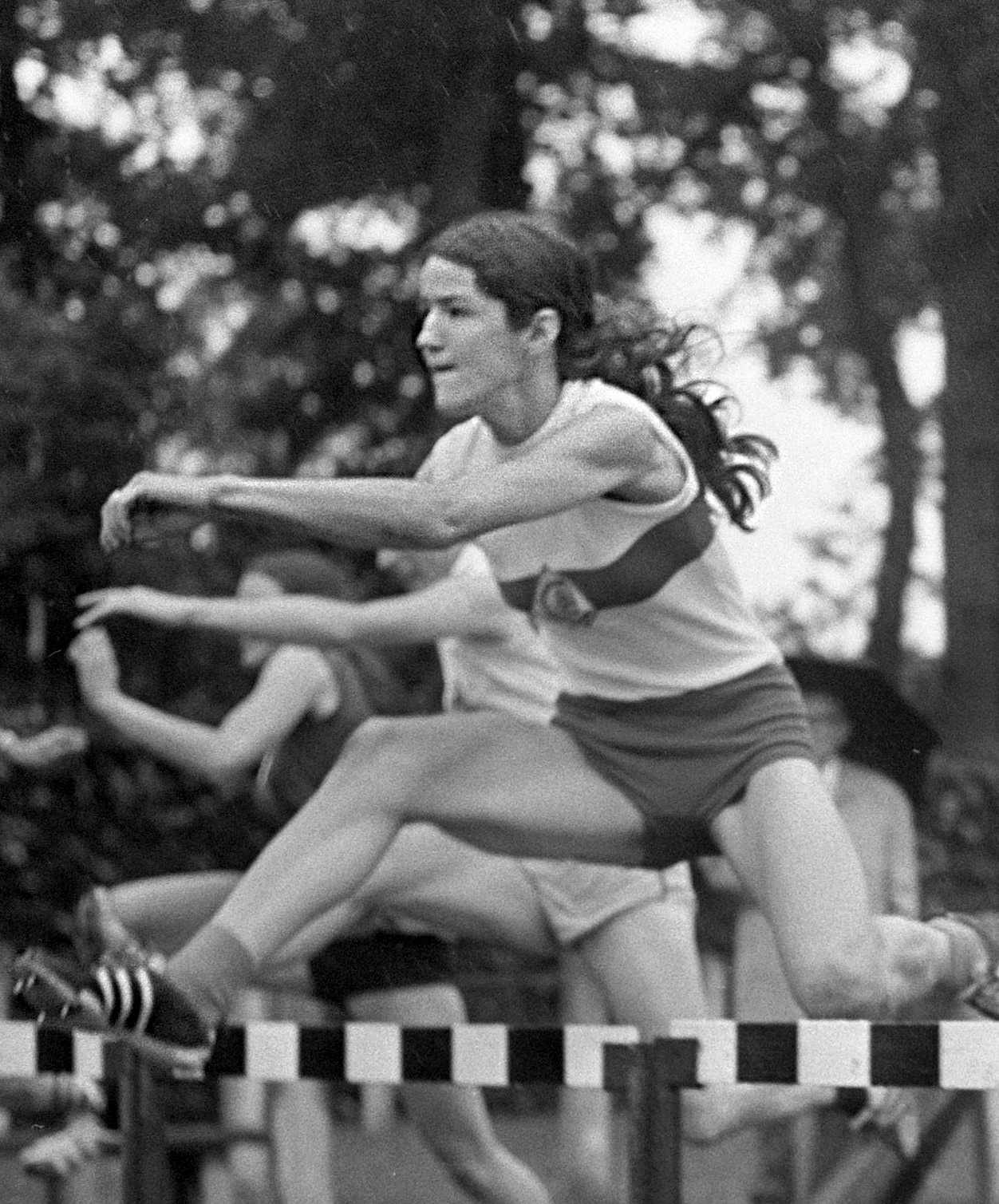
Trudy Ruth – ausgeschieden als Achte des zweiten Halbfinals

| Platz | Name                  | Nation         | Zeit    | Anmerkung |
| ----- | --------------------- | -------------- | ------- | --------- |
| 1     | Monika Zehrt          | DDR            | 51,47 s | OR        |
| 2     | Rita Wilden           | BR Deutschland | 51,76 s |           |
| 3     | Charlene Rendina      | Australien     | 51,90 s |           |
| 4     | Mable Fergerson       | USA            | 51,91 s |           |
| 5     | Yvonne Saunders       | Jamaika        | 51,93 s |           |
| 6     | Nicole Duclos         | Frankreich     | 52,18 s |           |
| 7     | Nadeschda Kolesnikowa | Sowjetunion    | 52,29 s |           |
| 8     | Trudy Ruth            | Niederlande    | 53,02 s |           |

## Finale
Datum: 7. September 1972, 18:00 Uhr

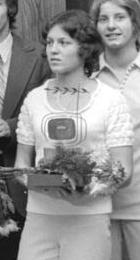
Olympiasiegerin Monika Zehrt

| Platz | Name             | Nation         | Zeit    | Anmerkung |
| ----- | ---------------- | -------------- | ------- | --------- |
| 1     | Monika Zehrt     | DDR            | 51,08 s | OR        |
| 2     | Rita Wilden      | BR Deutschland | 51,21 s |           |
| 3     | Kathy Hammond    | USA            | 51,64 s |           |
| 4     | Helga Seidler    | DDR            | 51,86 s |           |
| 5     | Mable Fergerson  | USA            | 51,96 s |           |
| 6     | Charlene Rendina | Australien     | 51,99 s |           |
| 7     | Dagmar Käsling   | DDR            | 52,19 s |           |
| 8     | Györgyi Balogh   | Ungarn         | 52,39 s |           |

Die jamaikanische Weltrekordlerin Marilyn Neufville konnte wegen einer Verletzung nicht teilnehmen. Daher war die DDR-Läuferin Monika Zehrt, die im Juli des Jahres diesen Rekord egalisiert hatte, alleinige Favoritin. Als weitere Medaillenanwärterin wurde ihre Teamkameradin Helga Seidler – ehemalige Helga Fischer, Europameisterin von 1971, angesehen.
Das Finale wurde zunächst von der Ungarin Györgyi Balogh angeführt. Doch ihr Angangstempo war zu hoch für sie und so wurde sie schließlich bis auf den letzten Platz durchgereicht. Zehrt übernahm eingangs der zweiten Kurve die Führung. Auf der Zielgeraden wurde es noch einmal eng, als die bundesdeutsche Läuferin Rita Wilden – ehemalige Rita Jahn – nah an die führende Läuferin heranrückte. Doch es blieb bei dieser Reihenfolge. Monika Zehrt wurde Olympiasiegerin vor Rita Wilden. Die US-Amerikanerin Kathy Hammond gewann die Bronzemedaille. Helga Seidler kam als Vierte ins Ziel vor der US-Läuferin Mable Fergerson und der Australierin Charlene Rendina – frühere Charlene Neighbour.
Monika Zehrt, Rita Wilden und Kathy Hammond gewannen die jeweils ersten Medaillen für ihre Länder in dieser Disziplin.

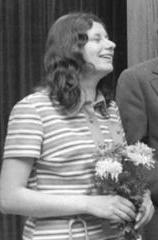
Helga Seidler wurde Olympiavierte
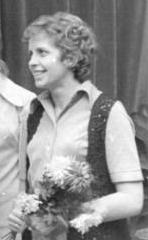
Die Olympiasiebte Dagmar Käsling